# Misterix
Misterix fue una serie de historietas creada en 1946 por el guionista Massimo Garnier y el dibujante Paul Campani, que luego continuaron otros autores hasta 1965, para los mercados italiano y argentino.

## Trayectoria editorial
Misterix apareció por primera vez en Albi Le piú belle avventure, publicado en Italia el 12 de diciembre de 1946, adquiriendo pronto un gran éxito en la Argentina, donde Editorial Abril lo incluyó desde el 28 de enero de 1948 en la revista Salgari, concretamente desde el número 33.
El 3 de septiembre de 1948 Editorial Abril lanzó una nueva revista encabezada por el personaje, encargándose Alberto Ongaro de escribirla desde la propia Argentina a partir de 1950. En 1953 empezó también a publicarse en la revista española Aventurero de Ediciones Cliper.
Desde 1955 el argentino Eugenio Zoppi se alterna en los lápices con Campani, que sigue trabajando desde Italia:
| Números | Fecha     | Guionista      | Dibujante     |
| ------- | --------- | -------------- | ------------- |
| 336-475 | 3/4/1955- | Alberto Ongaro | Eugenio Zoppi |
| 476-515 | 12/1958-  | Alberto Ongaro | Paul Campani  |
| 516-557 |           | Alberto Ongaro | Eugenio Zoppi |
| 558-575 |           | Alberto Ongaro | Paul Campani  |

A partir del 7 de noviembre de 1958 Ongaro dejó de escribir la serie, que pasó a manos de guionistas como Rennie Dorest, Carlos Lamas, Clemente Greco, Ray Collins o Red Dark. Posteriormente se incorporaron nuevos dibujantes:
| Números | Fecha           | Guionista                  | Dibujante          |
| ------- | --------------- | -------------------------- | ------------------ |
| 698     | 1962-1964       |                            | Tibor José Horvath |
| 816-855 | 1964-23/04/1965 | Edgardo Rene Muñoz Cabrera | Lito Fernández     |

## Argumento y personajes
John Ferdigan es un inventor inglés que lucha contra el mal mediante un traje que lo hace invulnerable, bajo la identidad secreta de Misterix. Está casado con Jolly y cuenta con aliados como el inspector de Scotland Yard Burns y el extraterrestre Quirón, además de enemigos recurrentes como su hermano Takos y el capitán Wasser.